# Spissistilus uniformis
Spissistilus uniformis är en insektsart som beskrevs av Leon Fairmaire. Spissistilus uniformis ingår i släktet Spissistilus och familjen hornstritar. Inga underarter finns listade i Catalogue of Life.